# Портрет мадам Жак-Луи Леблан
«Портрет мадам Жак-Луи Леблан» (фр. Portrait de Madame Jacques-Louis Leblanc) — картина французского художника-неоклассика Жана Огюста Доминика Энгра, написанная маслом на холсте в 1823 году и хранящаяся в Метрополитен-музее в Нью-Йорке.

## Описание
На картине, написанной в 1823 году, изображена жена Жака-Луи Леблана — Франсуаза Понсель. Энгр создал это полотно вскоре после того, как познакомился с этой парой во Флоренции. На нём Леблан изображена в горделивой позе, в чёрном платье и с золотым ожерельем, что свидетельствует о богатстве её семьи и её собственной уверенности в себе. К наиболее привлекательным элементам картины относят улыбку Франсуазы. При написании фона Энгр использовал более тёмную цветовую палитру, создающую решительный контраст с фигурой Леблан. Для цветового баланса её с темным фоном он изобразил рядом с ней на столе цветок в вазе.
Семья Леблан владела этой картиной до того времени, пока её не приобрели их близкие друзья — Эдгар Дега и Альбер Бартоломе, после чего она стала появляться на выставках в крупных городах, таких как Париж, Лондон, Москва, Нью-Йорк и Вашингтон. В 1834 году картина выставлялась в парижском Салоне (Париж) без парного «Портрета Жака-Луи Леблана», написанного также Энгром.
Подпись Энгра нанесена в нижней левой части полотна. Картина была написана маслом на холсте в стиле неоклассицизма, размеры полотна составляют 119,4 на 92,7 см. В 1918 году картина была куплена на распродаже имущества Дега Метрополитен-музеем, который выставил её на публику.